# Conquista (Espagne)
Pour les articles homonymes, voir Conquista.
Conquista est une ville d’Espagne, dans la province de Cordoue, communauté autonome d’Andalousie.